# Rosa Embriagada
"Rosa Embriagada" é uma canção da cantora e compositora Marília Mendonça. Foi lançada em abril de 2021 como o quarto e último single do EP Nosso Amor Envelheceu.

## Composição
Dois dias antes do lançamento de "Rosa Embriagada", Marília Mendonça contou a história por trás da composição. Ela disse que se reuniu com Juliano Tchula em mais um dia de rotina de composições, mas um nenhuma ideia parecia evoluir na data. A mãe de Tchula estava no local, fazendo uma limpeza, enquanto Marília dedilhava o violão e Tchula anotava ideias no bloco de notas. Num momento, Marília viu um vaso de flores em formato de garrafa com a frase "uma rosa tão bonita dentro de uma garrafa". Neste momento, começou a surgir ideias que culminariam na música.
Sobre isso, ela afirmou:

Bastou isso pra que a inspiração viesse… me lembro da euforia quando terminamos essa. Uma das nossas composições preferidas que tem tanta história que ela por si só não se traduz… precisava compartilhar com vocês!
A letra de "Rosa Embriagada" aborda os problemas em torno de uma mulher em dependência alcóolica.

## Gravação
A canção foi gravada em 17 de outubro de 2020, em Goiânia, durante a live Vem Aí, em que foram gravadas todas as canções de Nosso Amor Envelheceu (2021). A música contou com produção musical de Eduardo Pepato e direção de vídeo de Fernando Trevisan (Catatau).

## Projeto gráfico
A capa de "Rosa Embriagada" é uma ilustração baseada na pintura Amaryllis, de Piet Mondrian.

## Lançamento e recepção
"Rosa Embriagada" foi lançada em 30 de abril de 2021 como o quarto e single final de Nosso Amor Envelheceu, com música e videoclipes disponibilizados na mesma data. A música estava inicialmente prevista para ser lançada em 5 de fevereiro, mas seu lançamento foi postergado pelo destaque maior de "Troca de Calçada", lançamento antecessor.
A canção foi o último single totalmente solo de Marília Mendonça antes de morrer em novembro de 2021.